# Hervé z Reims
Hervé z Reims lub Hérivé (ur. ok. 860, zm. 2 lipca 922) – neustryjski arystokrata. Syn Ursusa, hrabiego Szampanii, arcybiskup Reims w latach 900-922. 
29 lipca 922 roku Hervé koronował Roberta I na króla Państwa zachodniofrankijskiego.